# Spermophora palau
Spermophora palau là một loài nhện trong họ Pholcidae.